# Mauro De Grassi
Mauro De Grassi (Grado, 16 marzo 1937) è un ex calciatore italiano, di ruolo centrocampista.

## Carriera
Giocò in Serie A con la Sampdoria.

## Palmarès

### Club

#### Competizioni nazionali
- Serie C: 1

Prato: 1962-1963

##### Competizioni giovanili
- Torneo di Viareggio: 1

Sampdoria: 1958